# Volta a Llombardia 1976

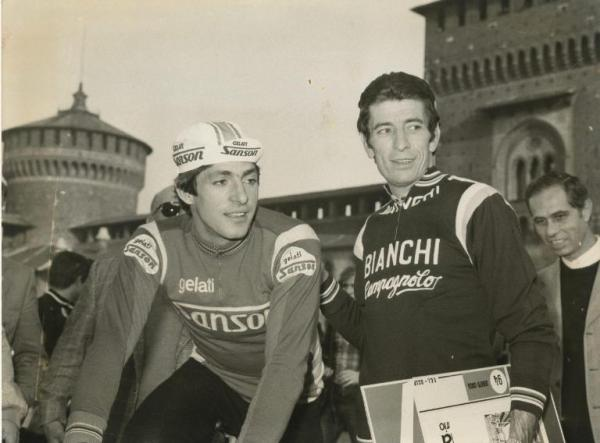
Felice Gimondi a Milà durant el Giro de la Llombardia de 1976 amb Francesco Moser.

La Volta a Llombardia 1976 fou la 70a edició de la clàssica ciclista Volta a Llombardia. La cursa es va disputar el diumenge 9 d'octubre de 1976, sobre un recorregut de 253 km. El vencedor final fou el belga Roger De Vlaeminck, per davant de Bernard Thévenet i Wladimiro Panizza.

## Classificació general
|    | Ciclista           | Equip                  | Temps      |
| -- | ------------------ | ---------------------- | ---------- |
| 1  | Roger De Vlaeminck | Brooklyn               | 6h 26' 00" |
| 2  | Bernard Thévenet   | Peugeot-Esso-Michelin  | m. t.      |
| 3  | Wladimiro Panizza  | Scic-Colnago           | m. t.      |
| 4  | Joop Zoetemelk     | Gan-Mercier-Hutchinson | m. t.      |
| 5  | Raymond Poulidor   | Gan-Mercier-Hutchinson | m. t.      |
| 6  | Francesco Moser    | Sanson-Benotto         | + 1'12     |
| 7  | Frans Verbeeck     | Ijsboerke-Colnago      | m. t.      |
| 8  | Franco Bitossi     | Zonca-Santini          | m. t.      |
| 9  | Constantino Conti  | Magniflex-Torpado      | m. t.      |
| 10 | Walter Riccomi     | Scic-Colnago           | m. t.      |